# Darrell Griffith
Darrell Steven Griffith (Louisville, 16 giugno 1958) è un ex cestista statunitense, professionista nella NBA.

## Carriera
È stato selezionato dagli Utah Jazz al primo giro del Draft NBA 1981 (2ª scelta assoluta).
Con gli Stati Uniti ha disputato le Universiadi di Sofia 1977.

## Statistiche

### NBA

#### Regular Season
| Anno      | Squadra   | PG  | PT  | MP   | TC%  | 3P%  | TL%  | RP  | AP  | PRP | SP  | PP   |
| --------- | --------- | --- | --- | ---- | ---- | ---- | ---- | --- | --- | --- | --- | ---- |
| 1980-1981 | Utah Jazz | 81  | -   | 35,4 | 46,4 | 19,2 | 71,6 | 3,6 | 2,4 | 1,3 | 0,5 | 20,6 |
| 1981-1982 | Utah Jazz | 80  | 79  | 32,5 | 48,2 | 28,8 | 69,7 | 3,8 | 2,3 | 1,2 | 0,4 | 19,8 |
| 1982-1983 | Utah Jazz | 77  | 76  | 36,2 | 48,4 | 28,8 | 67,9 | 3,9 | 3,5 | 1,8 | 0,4 | 22,2 |
| 1983-1984 | Utah Jazz | 82  | 82  | 32,3 | 49,0 | 36,1 | 69,6 | 4,1 | 3,5 | 1,4 | 0,3 | 20,0 |
| 1984-1985 | Utah Jazz | 78  | 78  | 35,6 | 45,7 | 35,8 | 72,5 | 4,4 | 3,1 | 1,7 | 0,4 | 22,6 |
| 1986-1987 | Utah Jazz | 76  | 10  | 24,3 | 44,6 | 33,5 | 70,3 | 3,0 | 1,7 | 1,3 | 0,4 | 15,0 |
| 1987-1988 | Utah Jazz | 52  | 11  | 20,2 | 42,9 | 27,5 | 64,1 | 2,4 | 1,8 | 1,0 | 0,1 | 11,3 |
| 1988-1989 | Utah Jazz | 82  | 73  | 29,0 | 44,6 | 31,1 | 78,0 | 4,0 | 1,6 | 1,0 | 0,3 | 13,8 |
| 1989-1990 | Utah Jazz | 82  | 1   | 17,6 | 46,4 | 37,2 | 65,4 | 2,0 | 0,8 | 0,8 | 0,2 | 8,9  |
| 1990-1991 | Utah Jazz | 75  | 2   | 13,4 | 39,1 | 34,8 | 75,6 | 1,2 | 0,5 | 0,6 | 0,1 | 5,7  |
| Carriera  | Carriera  | 765 | 412 | 28,0 | 46,3 | 33,2 | 70,7 | 3,3 | 2,1 | 1,2 | 0,3 | 16,2 |

#### Playoffs
| Anno     | Squadra   | PG | PT | MP   | TC%  | 3P%  | TL%  | RP  | AP  | PRP | SP  | PP   |
| -------- | --------- | -- | -- | ---- | ---- | ---- | ---- | --- | --- | --- | --- | ---- |
| 1984     | Utah Jazz | 11 | -  | 37,9 | 44,3 | 35,6 | 68,8 | 5,9 | 3,7 | 1,7 | 0,2 | 19,2 |
| 1985     | Utah Jazz | 10 | 10 | 34,0 | 45,6 | 36,1 | 72,0 | 2,9 | 2,5 | 1,2 | 0,5 | 17,5 |
| 1987     | Utah Jazz | 5  | 0  | 20,8 | 36,9 | 40,0 | 73,7 | 2,4 | 1,6 | 1,2 | 0,4 | 13,6 |
| 1989     | Utah Jazz | 3  | 0  | 23,7 | 40,8 | 31,6 | -    | 4,0 | 0,0 | 1,3 | 0,3 | 15,3 |
| 1990     | Utah Jazz | 5  | 0  | 19,4 | 45,2 | 55,6 | 80,0 | 4,2 | 0,6 | 1,2 | 0,2 | 9,4  |
| 1991     | Utah Jazz | 3  | 0  | 3,0  | 71,4 | -    | -    | 0,7 | 0,0 | 0,0 | 0,0 | 3,3  |
| Carriera | Carriera  | 37 | 10 | 28,1 | 43,8 | 37,1 | 71,1 | 3,8 | 2,1 | 1,3 | 0,3 | 15,1 |

## Palmarès
- Campionato NCAA: 1

Louisville Cardinals: 1980
- NCAA Final Four Most Outstanding Player (1980)
- NCAA John R. Wooden Award (1980)
- NCAA AP All-America First Team (1980)
- NBA Rookie of the Year (1981)
- NBA All-Rookie First Team (1981)
- Miglior tiratore da tre punti NBA (1984)